# Ceroma sclateri
Espèce
Ceroma sclateri est une espèce de solifuges de la famille des Ceromidae.

## Distribution
Cette espèce est endémique d'Afrique du Sud. Elle se rencontre vers Houwhoek.

## Description
Le mâle holotype mesure 17 mm.

## Étymologie
Cette espèce est nommée en l'honneur de William Lutley Sclater.

## Publication originale
- Purcell, 1899 : New and little known South African Solifugae in the collection of the South African Museum. Annals of the South African Museum, vol. 1, p. 381-432 (texte intégral).